# Surendra samina
Surendra samina är en fjärilsart som beskrevs av Hans Fruhstorfer 1904. Surendra samina ingår i släktet Surendra och familjen juvelvingar. Inga underarter finns listade i Catalogue of Life.